# Südalinn
Südalinn är en stadsdel i distriktet Kesklinn i Estlands huvudstad Tallinn, med 132 invånare i maj 2010.
Stadsdelen ligger direkt sydost om den medeltida innerstaden och omfattar några centrumkvarter, dominerade av offentliga byggnader och centrumhandel. Här ligger bland annat Estlands nationalopera, Estlands centralbank, Hotel Viru och Viru-shoppingcentret, samt Tallinns engelska gymnasium. Shoppingcentret Solaris öppnade här 2009 och inrymmer även en konsertlokal och en biograf.